# Makalo
Makalo is een bestuurslaag in het regentschap Kepulauan Mentawai van de provincie West-Sumatra, Indonesië. Makalo telt 2251 inwoners (volkstelling 2010).